# جيش الإمبراطورية المغولية

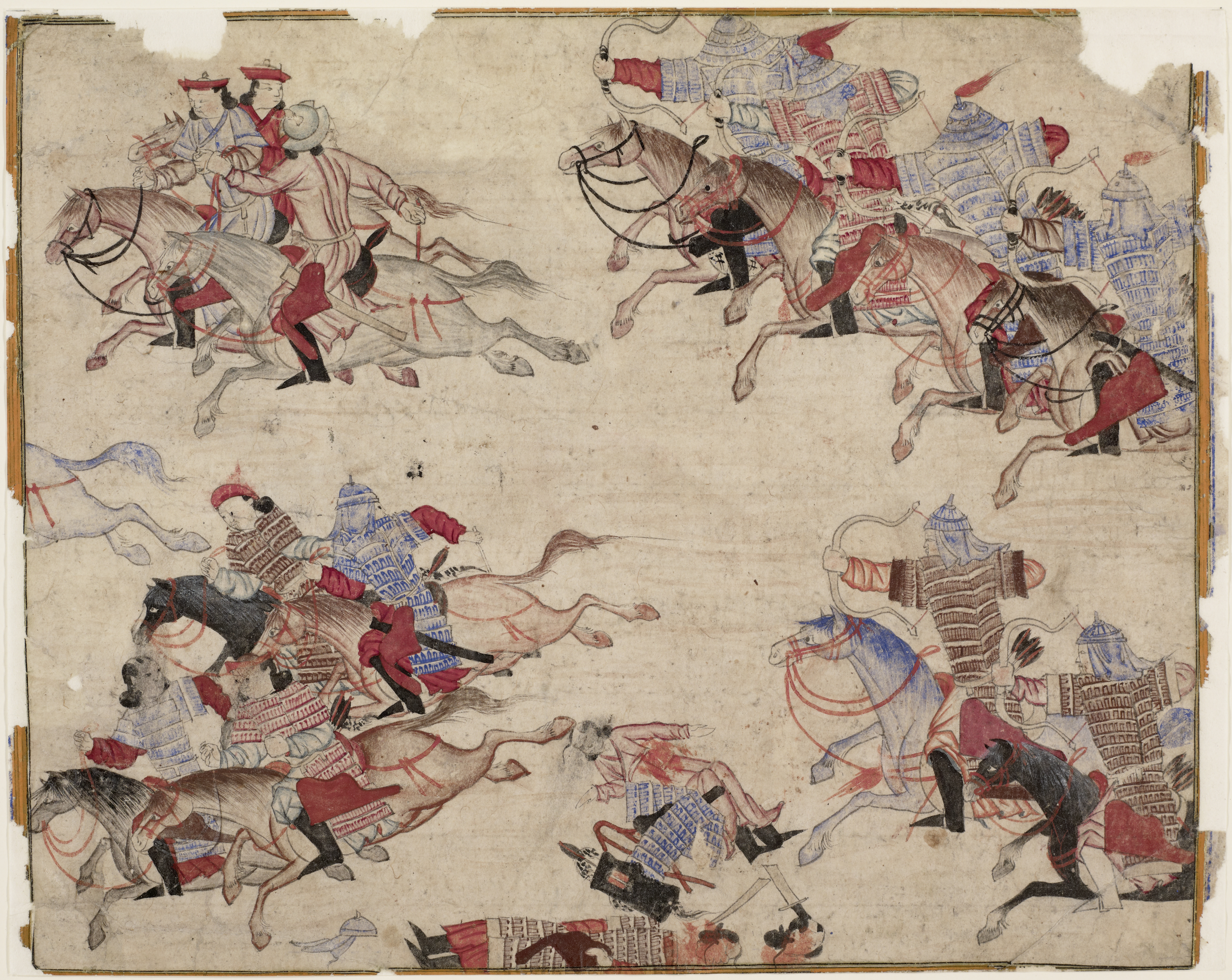
جنود مغول من القرن الرابع عشر يرتدون دروعاً حريرية، يمتطون خيولاً منغولية، ويطبقون فنون الفروسية الحركية لملاحقة الخصم.

خلال غزوات المغول وانتشارهم، التي بدأت بقيادة جنكيز خان في عامي 1206–1207، اجتاح الجيش المغولي معظم أراضي شرق ووسط آسيا، وامتدّ إلى أجزاء من غرب آسيا وشرق أوروبا، مع حملات لاحقة (رغم فشلها) نحو اليابان وإندونيسيا والهند. مكنت هذه العمليات الإمبراطورية من أن تصبح – من حيث المساحة المتصلة – أكبر كيان سياسي عرفه التاريخ البشري، وثاني أكبر كيان على الإطلاق بعد الإمبراطورية البريطانية.
نظم جنكيز خان جيشه وفق النظام العشري: وحدات من بدو (10 مقاتلين)، وزون (100)، ومينجان (1000)، وتوْمِن (10,000)، بقيادة قادة (نويان) تحت إشراف المجمع الأعلى (الكورتلتاي). ألغى الولاءات العشائرية للمقاتلين من خلال تكوين وحدات مختلطة قبلية وهو نموذج أساسي لإعادة تشكيل الوحدة القتالية والمجتمعية.
اعتمدت المغول على مفهوم حروب المناورة باستخدام السرعة والمفاجأة والتفوق الزمني والمكاني، وليس الاشتباك المباشر، إذ غالبًا ما نشروا مطارق كاذبة لتفريق الجيش الخصم قبل التمركز في الأهداف الحقيقية.
كان التشكيل النموذجي للجيش المغولي يتألف من 3–5 وحدات تُومِن (كل منها تضمّ نحو 10,000 محارب)، تتحرك بشكل متناغم على محاور متعددة، بحيث تنفصل لتقوم بتراجعات استراتيجية تخدع العدو وتشذّبه، ثم تعود لتشنّ هجومات مركّزة على خطوط الإمداد والخلفية قبل تشغيل القوة الكاملة.مارس القادة مثل سوبتاي رمي النيران ونقل القوات بسرعة من موقع إلى آخر ضمن إطار مناورة معادية عبر تقسيم التوومن إلى مجموعات أصغر لاستنزاف العدو أولاً، ثم توحيدها في "الانكشارية النهائية" الضربة الحاسمة على تنظيمات الخصم المفرّقة وحسم المعركة.
وضع جنكيز خان رؤية شاملة للسلام المغولي بالتحكم بالغزو والإدارة، وفرض الانضباط العسكري على مجتمع فرس الخيل الرحل. أسس سوباتاي منهجية الحرب بالمناورة ، قاد عدة حملات لا مثيل لها في أوروبا وروسيا، مستخدمًا غارات وهمية وتنسيق بين الجيوش المنفصلة عبر مسافات بعيدة.
ابتكر المغول نموذجًا فكريًا يرتكز على التفوق الزمني والمكاني، يهدف إلى إرهاق الخصم عن طريق إجباره على الانتشار والتعب، ثم استغلال التفاوت في القدرة على التحرك لإحكام القيود قبل شن الهجوم الحاسم. طبق القادة مثل سوبوتاي هذا النموذج عبر تمزيق تنظيمات الخصم باستخدام انسحاب تمويهي يتبعه اشتباك مفاجئ، فتُستنزف طاقات العدو وتُفقد تركيزه قبل ضربه في نقطة القيادة.
ثم استخدام مصادر متعددة ومتنوعة للقوة (فرسان، سهام، رمي بالنار وإستخدام كثيف للمهندسين) لتحقيق التفوق قبل حدود الاشتباك. أيضا أعطى قدر من الإستقلالية لكل محارب فيحمل عدة خيوله ويؤمن معداتَه، مما مكنهم من التحرر عن خطوط الإمداد التقليدية وزيادة سرعة الانتشار.
تمكن المغول من تفكيك الكيانات السياسية لخصومهم عبر حملة استراتيجية شملت تدمير سريع لدفاعات المدن الكبرى في شهر واحد مثل بخارى (فبراير 1220) وسمرقند (مارس 1220)، ما أدى إلى انهيار الإمدادات والانضباط العسكري فيها. بعد تأمين السيطرة العسكرية، عمد المغول إلى إدماج الإدارة المدنية في النظام الإمبراطوري المركزي، مما وضع قبائل المغول في مرحلة استقرار اقتصادي وتجاري على طريق الحرير تُعرف لاحقًا بـ«سلام المغول» أو Pax Mongolica

## الفرسان

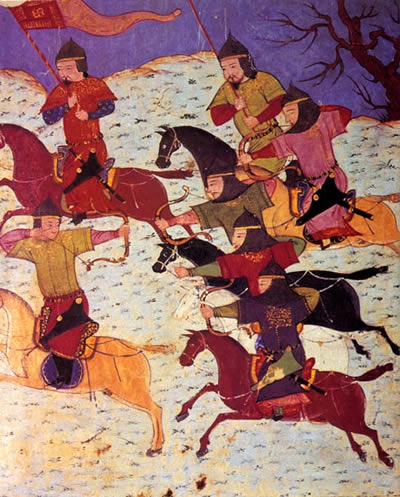
فرسان مغول يطلقون سهامًا من على ظهر خيولهم، مستوحى من رسم في مخطوطة رشيد الدين الحمّاداني "جامع التواريخ"، ويُظهر استخدام القوس المغولي.

كل محارب مغولي كان يملك عادة ٣–٤ خيول، ما مكنه من قيادة سلسلة من المناورات السريعة التي استنزفت قدرات الخيل والعدو، مع تبديل الخيول على مراحل متواصلة للحفاظ على فعالية القتال الطويل. إذ كان يبدّل خيله الواهن بخيلٍ آخر منتعش عبر شبكة من نقاط تبديل الخيول (نظام يام)، ما حافظ على سرعته وقدرته على التنقل لمسافات تصل إلى ١٠٠–١٦٠ كم يوميًا دون توقف يُشير نظام يام إلى شبكة محطات تموين وتبديل الخيول وأنظمة رسائل أنشأها المغول في القرن الثالث عشر أثناء عهد جنكيز خان وأوگيداي؛ كانت تُقام هذه المحطات على فترات تتراوح بين 20–40 ميلاً، مزوّدة بخيول بديلة وطعام ومأوى للرسل. مكّنت هذه البنية الرسائل الرسمية والإنذارات العسكرية من التنقّل بسرعة فائقة عبر نقل تكتيكي متسلسل، مما وفر للمغول القدرة على توجيه الأوامر العسكرية والمعلومات الاستخبارية لمسافات تتجاوز 200 كيلومتر في اليوم الواحد، فتجلّى ذلك في سرعة استجابتهم لقواتهم في جميع أنحاء الإمبراطورية.
حصّن المغول خيولهم بدروع حريرية+حديدية،. مكوّنة من خمسة أجزاء تحمي الرأس، الرقبة، الجانبين، الظهر، والأرداف، مع تركيب صفيحة معدنية أماميّة للرأس تُربط عند العنق لحماية إضافيّة. هذا التدريع المجزّأ قلّل من خطر الإصابة الناجمة عن الأسهم أو الرماح ضد الخيل، حيث حافظ الفرسان على قدرتهم على المناورة الطويلة مع حماية أفضل للمهام الحاسمة.
أصدر الخانات أوامر بمنع تصدير الخيول ومنحها علامة حكومية دالة على ملكيتها، ما جعل "سرقة الحصان" جريمة تصل إلى حكم الإعدام، كخطوة لضبط الإمداد الحيوي للجيش وضمان وفرة الخيول في مواقع المناورة.تربية الخيول ضمن النظام المغولي كانت تعتمد على إبقائها شبه برية وغير مستأنسة إلى حد ما ضمن قطيع واسع من عدة مئات، تُقودها بواسلها الذكور، مع استعمالهم حصانًا مرتجلًا لصيد الحصان المطلوب للجيش، ما حافظ على قوتها واستقلاليتها وسرعتها الاستثنائية في سياق مناورات الحرب الطويلة.
تطوّر لدى القادة المغول – بمن فيهم جنكيز خان وسوباتاي – "النموذج الذهني" للحرب المناورة، الذي يدمج بين السرعة، تبديل الخيل، استخدام قوات مشاة مقاتلة (قوس/رامي) وفرسان أثقل لضرب نقاط تفكك العدو في اللحظة المناسبة، ثم الانقضاض بقوة كاملة.

## الدروع
المغول تمسّكوا بأقوى تقنيات الحماية أثناء المناورات المسرعة، إذ ارتدوا دروعًا من نوع حريري فوق معاطف مُبطّنة سميكة، مصنوعة من صفائح صغيرة من الحديد، أو الجلد الصلب، أو في بعض الحالات من حلقات سِلسال فولاذية، تم ترتيبها وربطها بحبال جلدية متينة. وقد بلغ وزن الدرع الجلدي وحده نحو 10 كغ، وزاد الوزن عند استخدام صفائح معدنية أكثر صلابة.
المعاطف الثقيلة غالبًا ما كانت تُدعم بألواح معدنية، خاصة للمغاوير المتميزين، لزيادة القدرة الدفاعية دون التضحية بالمرونة في الحركة.

## الأسلحة

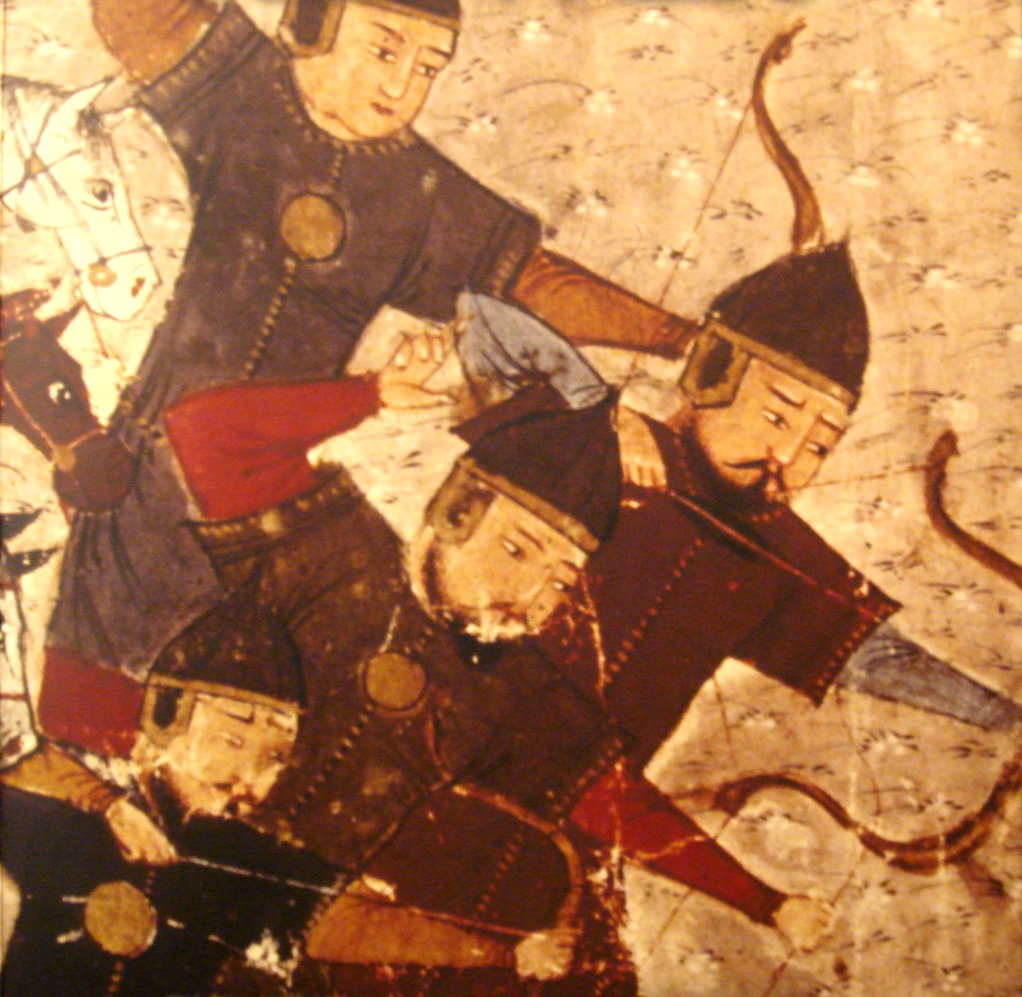
فرسان مغول يقيمون رماية من الفرس في مخطوطة رشيد الدين الحمّاداني "جامع التواريخ" باستخدام القوس المغولي.

### القوس المغولي والرماية من على ظهر الخيل
كانت الرماية من الفرس العمود الفقري لقوة الجيش المغولي، واعتمدت على القوس المركّب المصنوع من طبقات من القرن والخشب والأوتار، صُمّم لتوليد قوة كبيرة مع الحفاظ على خفة الحجم والفعاليّة من على ظهر الخيل.
كان كل فارس مغولي يحمل ما بين 60 سهمًا في جعبة مربوطة بالخيل، ويتسلّح بقوسين واحد للرماية من على الخيل وآخر للاستخدام المشاة كما كانت الرؤوس مزوّدة بتقنيات تقوية بالتمليح بغمرها بمحلول ملحي بعد التسخين لتصل لقساوة أفضل.
كان بوسعهم إطلاق الأسهم لمسافات تفوق 200 م، مع دقة تصل إلى 150–175 م، واستخدموا الغارات الجوية للصدم والتهويش قبل الاشتباك المباشر.

### المنجنيق والمحاريث الثقيلة
رغم أن المنجنيق وصل للمغول من الصين، لكن استخدامه ظل نادرًا في المعركة المركّبة، فقد استخدموه بشكل أساسي خلال الحصارات مثل حصار شيانغيانغ، حيث وظّفوا المنجنيق الثقيل بمدى يصل إلى 2,500 خطوة لتفكيك الدفاعات.
هذا التكامل بين الرماية المتنقلة والدعم النهائي بقوة الفيلق أثبت فعاليته في معارك مثل ليجنِتز عام 1241، حيث 20,000 رامٍ متنقل حققوا النصر على 30,000 من قوات أوروبا الوسطى بتدمير معنوياتهم ابتدا .

### البارود

#### سلالة سونغ
لقد أدّت السيطرة المغولية على مدينتي شيانغيانغ وفانتشنغ من 1268 حتى 1273 إلى فرض حصار بري ونهري محكم على نهر اليانغتسي، مما قطع جميع خطوط الإمداد عن المدينتين.
في عام 1271، فشلت محاولات الأسطول السونغي للاختراق الليلي بقيادة زانغ شون وزانغ قوى، بسبب انتشار الأساطيل المغولية عبر كامل عرض النهر وتثبيت سلسلة معدنية على امتداده
في مستهل 1273، استعان المغول بدعم فني من مهندسين مسلمين اثنين أحدهما من فارس والآخر من الموصل، وهما العراقي إسماعيل من الموصل، والفارسي علاء الدين من فارس، أرسلهما أباقة الإلخان إلى جنوب الصين بأمر من خبيلاي خان لبناء أولى المنجنيات ذات الأوزان النابذة المعروفة بالصينية بـ«هوي-هوي پاو» وتعني المنجنيق المسلم، التي أطلقت مقذوفات ضخمة بمدى يفوق 500 م، وبصوت دوّي هزّ الجدران وأسفر عن استسلام شيانغيانغ. لاحقًا، خلال حصار شاويانغ عام 1274، أطلق القائد بايان سلسلة من قنابل المنصهرة المعدنية باتجاه المدينة عندما هبت الرياح شمالًا، ما تسبب بحريق هائل أدى إلى سقوطها وذبح سكانها ثم أعيد استخدام القنابل البارودية في حصار تشانغتشو عام 1275، قبل اقتحام الجدران ومذبحة سكانها كان الاستخدام المبكر لقنابل بارودية فعالا لتدمير نفسي واسع النطاق على سكان المدينة قبل الدخول المباشر،
هذا التكامل أدى إلى تحقيق تفوق تكتيكي محكم جعل الحصارات أسرع وبتكلفة دم ووقت أقل من الحروب التقليدية.

#### أوروبا واليابان

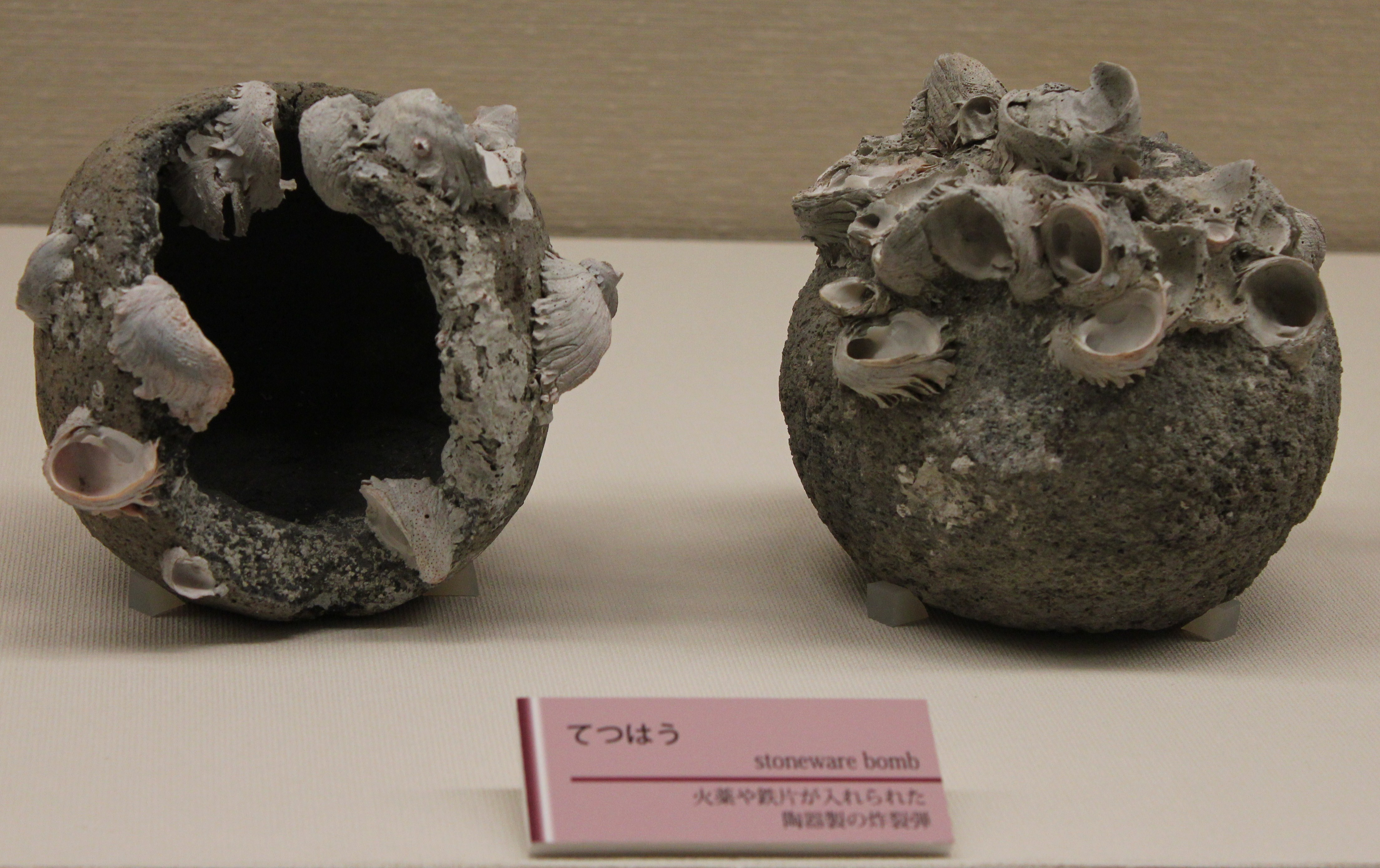
قنابل خزفية تُعرف باليابانية بـTetsuhau (قنبلة حديدية)، أو بالصينية بـZhentianlei (قنبلة الرعد)، عُثر عليها في حطام سفينة تاكاشيما في أكتوبر 2011، وترجع إلى غزوات المغول لليابان 1271–1284 م.

كان من المحتمل أن يستخدم المغول البارود أثناء غزواتهم لأوروبا، وفق مصادر تشير إلى أن أُغَداي خان جمع سلاحًا باروديًا صينيًّا أثناء حملة كييف عام 1240، ونصت إحدى المراجع على أن "المغول جلبوا معهم اختراع الصين، البارود، غير المعروف آنذاك في أوروبا".
تذكر بعض المصادر استخدام المغول "منجنيق النار" وحجارة أو قذائف بارودية نافثة البنزين وهي قاذفات تطلق خليطًا نفطيًّا حارقًا أو بخاخات نارية وذلك خلال معركة موهي (1241) التي انطلقت المعركة في ليلة 10–11 أبريل 1241 عند نهر ساجو قرب موهي، بقيادة القائدين المغوليين باتو خان وسوباتاي ضد الجيش المجري الملكي بقيادة بيلا الرابع. تركّز القتال على الجسر الرئيسي، حيث كثفت قوات الرماية الفروسية المغولية مع دعم المنجنيقات والحصّارات، ثم ضربوا طرق التراجع عقب التلاعب بمواقع المجريين.
ذكرت بعض المصادر احتمال استخدام المغول لأول مرة للأسلحة البارودية في أوروبا، بما في ذلك قنابل النفط (نافثة البنزين) وسهام مشتعلة، استهدفت مركز المعسكر المجري وأضعفت معنويات الجنود. بحلول الصباح التالي، شنّ المغول هجومًا موسّعًا استهدف مواقع الهروب المتروكة على جسر النهر، مما أدّى إلى إلحاق خسائر بشرية كبيرة بين المجريين، حيث قُتل أكثر من 10,000 جندي تقريبًا.
تمثّل معركة موهي نموذجًا عمليًا لـحرب بالمناورة؛ إذ دمج المغول بين السرعة التفوق المكاني، استنزاف معنوي للعدو بأسلحة مشتعلة، ثم الضربة الحاسمة بفيلق الفروسية الخفيفة كثيفة الحركة، وهو ما ساعدهم على تنفيذ انكشارية نهائية بعد تدمير منظومة الدفاع المجري النفسية والحربية
حيث ضُرب المجمع العدو المركّز بالبارود وأسهم النار المكثف، مما أضعف معنويات المجندين قبل أن تقرر وحدات الفرسان الأثقل انقضاضها النهائي
بعد غزو المغول لليابان في القرن الثالث عشر، أعد اليابانيون لوحة لفن لفافة تُعرف باليابانية بـTetsuhau (قنبلة حديدية) – وهو قنبلة خزفية يابانية الأصول ترجح انها مستلهمة من القنبلة الصينية المعروفة بـZhentianlei (قنبلة الرعد)، عُثر عليها في حطام سفينة تاكاشيما في أكتوبر 1274 ضمن غزوات المغول لليابان 1274–1281 م. .

## حرب الحصار – ‹خراش›
المغول طوروا تكتيكًا نفسيًا-حربيًا يُعرف بـ«الخراش»**، يقوم على دفع الأسرى والمستسلمين – رجالًا ونساءً أحيانًا – كرؤوس طاقة بشرية إلى الأمام خلال الحصار والهجوم. هؤلاء كانوا يصطدمون بالسهام والرماح أولًا، مما يقلل الأضرار عن الفرسان المغول ويكسر روح الدفاع العدو بشكل نفسي
قادة المغول استخدموا «الخراش» كذلك كأداة اقتحام، يقودون بها تقدمهم نحو الجدران والحصون، ثم تخترق وحدات المشاة الفرسان الخطوط بعد إذابة الدفاع الأولي البشري.

## الاتصالات وتنسيق المعارك
ابتكر المغول نظامًا متطوّرًا لتنسيق المعارك بما يتناسب مع حروبهم السريعة. شمل هذا:
- نظام يام: شبكات محطات تغيير الخيول والرسائل توزّعت على مسافات 20–40 ميل، ما مكّن الجند من نقل الرسائل والاستخبارات بسرعة تصل إلى 200–300 كم يوميًا، رافعة سرعة اتخاذ القرار والقدرة على رد الفعل.

- الاتصال الميداني: استخدموا أعلامًا إشارية وصفارات بوقية وأشرطة صوتية، وحتى سهام ناقلة للرسائل لتبادل الأوامر خلال الاشتباكات دون الحاجة للتوقف.

هذه البنى أتاحت قيادة مرنة ومستقلة، حيث يُمكن للقادة تنفيذ استراتيجية "فك الضغط" و»الحرب بالمناورة عبر التحكم المكاني والزمني، مع انتظام في التنسيق دون تباطؤ أو انقطاع.